# كلوديا كوهن
كلوديا كوهن (بالإنجليزية: Claudia Cohen)‏ هي صحفية أمريكية، ولدت في 16 ديسمبر 1950 في إنغلوود في الولايات المتحدة، وتوفيت في 15 يونيو 2007 في نيويورك في الولايات المتحدة بسبب سرطان المبيض.

## وصلات خارجية
- كلوديا كوهن على موقع إن إن دي بي (الإنجليزية)